# The Blasters
The Blasters es una banda estadounidense de rock formada en 1979 en Downey, California por los hermanos Phil Alvin (voz y guitarra) y Dave Alvin (guitarra), con el bajista John Bazz y el baterista Bill Bateman. Su denominada "música estadounidense" es una mezcla de rockabilly, rock and roll, punk, folk, rhythm and blues y country.

## Carrera
The Blasters fue formado por los hermanos Dave y Phil Alvin, quienes fueron influenciados por músicos de blues y R&B como Lee Allen, Marcus Johnson y T-Bone Walker. The Blasters se convirtieron en elementos de la escena punk de Los Ángeles a principios de la década de 1980, interpretando junto a grupos como X, Black Flag, The Gun Club y The Screamers. La escena musical de Los Ángeles de la época presentaba también el género cowpunk, donde el grupo ayudó al artista country Dwight Yoakam a establecerse, haciendo una gira juntos en 1985. Otra banda local con que formaron un vínculo musical fue Los Lobos, que abrió conciertos para ellos, y recibieron ayuda de The Blasters para conseguir su primer contrato discográfico.
Su primer álbum, American Music (1980) fue una colección de covers de roots rock y originales afines. Fue seguido por The Blasters (1981), para el cual la banda enlistó al pianista Gene Taylor, al saxofonista barítono Steve Berlin y al saxo tenor Lee Allen. El álbum alcanzó el número 36 en las listas de Billboard 200. En 1982, grabaron el EP en vivo, Over There en Londres para Slash Records, seguido de Non-Fiction en 1983. Menos centrado en el rockabilly, Dave Alvin se convirtió en el líder y principal compositor de la banda, y dominó la grabación Hard Line en 1985, que presentaba un sonido más contemporáneo y producido.
Los Blasters realizaron giras casi continuamente durante su periodo más activo. Las notas de The Blasters Collection observaron que en un mes en particular, hicieron una gira con una amplia gama de actos: la "banda de chicas" The Go-Go's, los pioneros del psychobilly The Cramps, los revivalistas del western swing Asleep at the Wheel y en una gira por la costa oeste de Queen.

## Recepción
The Blasters han recibido críticas muy positivas, pero solo han obtenido un éxito comercial limitado. El crítico Mark Deming escribió sobre ellos, "The Blasters mostraron un estilo musical de amplio alcance [y] eran una banda sumamente compacta y discreta con suficiente fuego, inteligencia y pasión para dos o tres grupos". En sus memorias Get in the Van (1995), Henry Rollins (de Black Flag) escribió sobre The Blasters: "En mi opinión, eran una gran banda de la que no se había enterado suficiente gente. Bill Bateman es uno de los mejores bateristas, y luego, por supuesto, están los hermanos Alvin. Mucho talento para una banda".
Los Blasters ganaron exposición apareciendo como ellos mismos en la película de Walter Hill Calles de fuego (1984), donde interpretaron dos de sus canciones, "One Bad Stud" y "Blue Shadows". Su canción "Dark Night" apareció en un episodio de 1985 de Miami Vice. Más tarde, también se usó en la secuencia de apertura de la película de colaboración de Quentin Tarantino y Robert Rodríguez From Dusk till Dawn.
En 1987, "Marie, Marie" apareció en la película La sombra del testigo de Ridley Scott, protagonizada por Tom Berenger. En 1988, "So Long Baby, Goodbye" apareció en la película Bull Durham, protagonizada por Kevin Costner. En 2001, la canción apareció en el segundo episodio de la serie Six Feet Under de HBO. También se encuentra en la lista de canciones del videojuego Gran Turismo 4.

## Discografía

### Álbumes de estudio
- American Music (1980)
- The Blasters (1981)
- Non-Fiction (1983)
- Hard Line (1985)
- 4-11-44 (2005)
- Fun on Saturday Night (2012)

### Grabaciones en vivo
- Over There: Live at The Venue, London (EP) (1982)
- Trouble Bound (2002)
- Going Home (2004)
- Live 1986 (2011)

### Compilaciones
- The Blasters Collection (1991)
- Testament: The Complete Slash Recordings (2002)